# Tour Down Under 2016
Die 18. Tour Down Under 2016 war ein Straßenradrennen in Australien. Das Etappenrennen fand vom 19. bis zum 24. Januar 2016 statt. Der Wettbewerb bildete den Auftakt der UCI WorldTour 2016 und war das erste von insgesamt 28 Rennen dieser Serie. Die Strecke führte hauptsächlich durch den Bundesstaat South Australia. Rekordsieger Simon Gerrans gewann das Rennen zum vierten Mal in seiner Karriere.

## Teilnehmer
| WorldTeams (18)- AG2R La Mondiale - Astana - BMC Racing Team - Cannondale - Dimension Data - Etixx-Quick Step - FDJ - Giant-Alpecin - IAM Cycling - Katusha - Lampre-Merida - Lotto NL-Jumbo - Lotto-Soudal - Movistar Team - Orica-GreenEDGE - Sky - Tinkoff - Trek-Segafredo Professional Continental Team- Drapac National team with sponsor name- UniSA-Australia |
| |

## Etappenübersicht
| Etappe    | Datum    | Etappenorte             | type                 | Länge (km) | Etappensieger | Gesamtführender |
| --------- | -------- | ----------------------- | -------------------- | ---------- | ------------- | --------------- |
| 1. Etappe | 19. Jan. | Prospect – Lyndoch      | Flachetappe          | 130,8      | Caleb Ewan    | Caleb Ewan      |
| 2. Etappe | 20. Jan. | Unley – Stirling        | Hügelige Etappe      | 132        | Jay McCarthy  | Jay McCarthy    |
| 3. Etappe | 21. Jan. | Glenelg – Campbelltown  | Hügelige Etappe      | 139        | Simon Gerrans | Simon Gerrans   |
| 4. Etappe | 22. Jan. | Norwood – Victor Harbor | Hügelige Etappe      | 138        | Simon Gerrans | Simon Gerrans   |
| 5. Etappe | 23. Jan. | McLaren Vale – Willunga | Mittelschwere Etappe | 151,5      | Richie Porte  | Simon Gerrans   |
| 6. Etappe | 24. Jan. | Adelaide – Adelaide     | Flachetappe          | 90         | Caleb Ewan    | Simon Gerrans   |

## Gesamtwertung
| \| Gesamtwertung \| Gesamtwertung \| Gesamtwertung \| Gesamtwertung \| Gesamtwertung \| \| Fahrer \| Fahrer \| Land \| Team \| Zeit \| \| ------------- \| ------------------ \| ------------- \| ---------------- \| ---------------- \| \| 1. \| Simon Gerrans \| Australien \| Orica-GreenEDGE \| 19 h 11 min 33 s \| \| 2. \| Richie Porte \| Australien \| BMC Racing Team \| + 9 s \| \| 3. \| Sergio Henao \| Kolumbien \| Team Sky \| + 11 s \| \| 4. \| Jay McCarthy \| Australien \| Tinkoff \| + 20 s \| \| 5. \| Michael Woods \| Kanada \| Cannondale \| + 20 s \| \| 6. \| Rubén Fernández \| Spanien \| Movistar Team \| + 28 s \| \| 7. \| Domenico Pozzovivo \| Italien \| AG2R La Mondiale \| + 28 s \| \| 8. \| Rafael Valls \| Spanien \| Lotto-Soudal \| + 36 s \| \| 9. \| Steve Morabito \| Schweiz \| FDJ \| + 49 s \| \| 10. \| Patrick Bevin \| Neuseeland \| Cannondale \| + 50 s \| |                    |            |                  |                  |
| |                    |            |                  |                  |
| Quellen: ProCyclingStats Cycling Quotient Cycling Archives |                    |            |                  |                  |
| Gesamtwertung |                    |            |                  |                  |
| Fahrer | Fahrer             | Land       | Team             | Zeit             |
| 1. | Simon Gerrans      | Australien | Orica-GreenEDGE  | 19 h 11 min 33 s |
| 2. | Richie Porte       | Australien | BMC Racing Team  | + 9 s            |
| 3. | Sergio Henao       | Kolumbien  | Team Sky         | + 11 s           |
| 4. | Jay McCarthy       | Australien | Tinkoff          | + 20 s           |
| 5. | Michael Woods      | Kanada     | Cannondale       | + 20 s           |
| 6. | Rubén Fernández    | Spanien    | Movistar Team    | + 28 s           |
| 7. | Domenico Pozzovivo | Italien    | AG2R La Mondiale | + 28 s           |
| 8. | Rafael Valls       | Spanien    | Lotto-Soudal     | + 36 s           |
| 9. | Steve Morabito     | Schweiz    | FDJ              | + 49 s           |
| 10. | Patrick Bevin      | Neuseeland | Cannondale       | + 50 s           |

## Wertungsübersicht
| Etappe   | Etappensieger | Gesamtwertung | Bergwertung   | Punktewertung | Nachwuchswertung | Kämpferischster Fahrer | Teamwertung |
| -------- | ------------- | ------------- | ------------- | ------------- | ---------------- | ---------------------- | ----------- |
| 1        | Caleb Ewan    | Caleb Ewan    | Sean Lake     | Caleb Ewan    | Caleb Ewan       | Alexis Gougeard        | Cannondale  |
| 2        | Jay McCarthy  | Jay McCarthy  | Manuele Boaro | Caleb Ewan    | Jay McCarthy     | Adam Hansen            | Cannondale  |
| 3        | Simon Gerrans | Simon Gerrans | Sergio Henao  | Jay McCarthy  | Jay McCarthy     | Laurens De Vreese      | Cannondale  |
| 4        | Simon Gerrans | Simon Gerrans | Sergio Henao  | Jay McCarthy  | Jay McCarthy     | David Tanner           | Cannondale  |
| 5        | Richie Porte  | Simon Gerrans | Sergio Henao  | Simon Gerrans | Jay McCarthy     | R. Janse van Rensburg  | Cannondale  |
| 6        | Caleb Ewan    | Simon Gerrans | Sergio Henao  | Simon Gerrans | Jay McCarthy     | Maarten Tjallingii     | Cannondale  |
| Endstand | Endstand      | Simon Gerrans | Sergio Henao  | Simon Gerrans | Jay McCarthy     | -                      | Cannondale  |